# Caledonian Airways (1988)
Caledonian Airways (im Außenauftritt verkürzt Caledonian) war eine britische Charterfluggesellschaft, die im April 1988 aus der Umfirmierung von British Airtours hervorging. Ursprünglich wurde das Unternehmen im Jahr 1969 unter dem Namen BEA Airtours gegründet. Im September 1999 fusionierte Caledonian Airways mit Flying Colours Airlines zur JMC Airlines, aus der 2003 die Thomas Cook Airlines entstand.

## Geschichte

### BEA Airtours

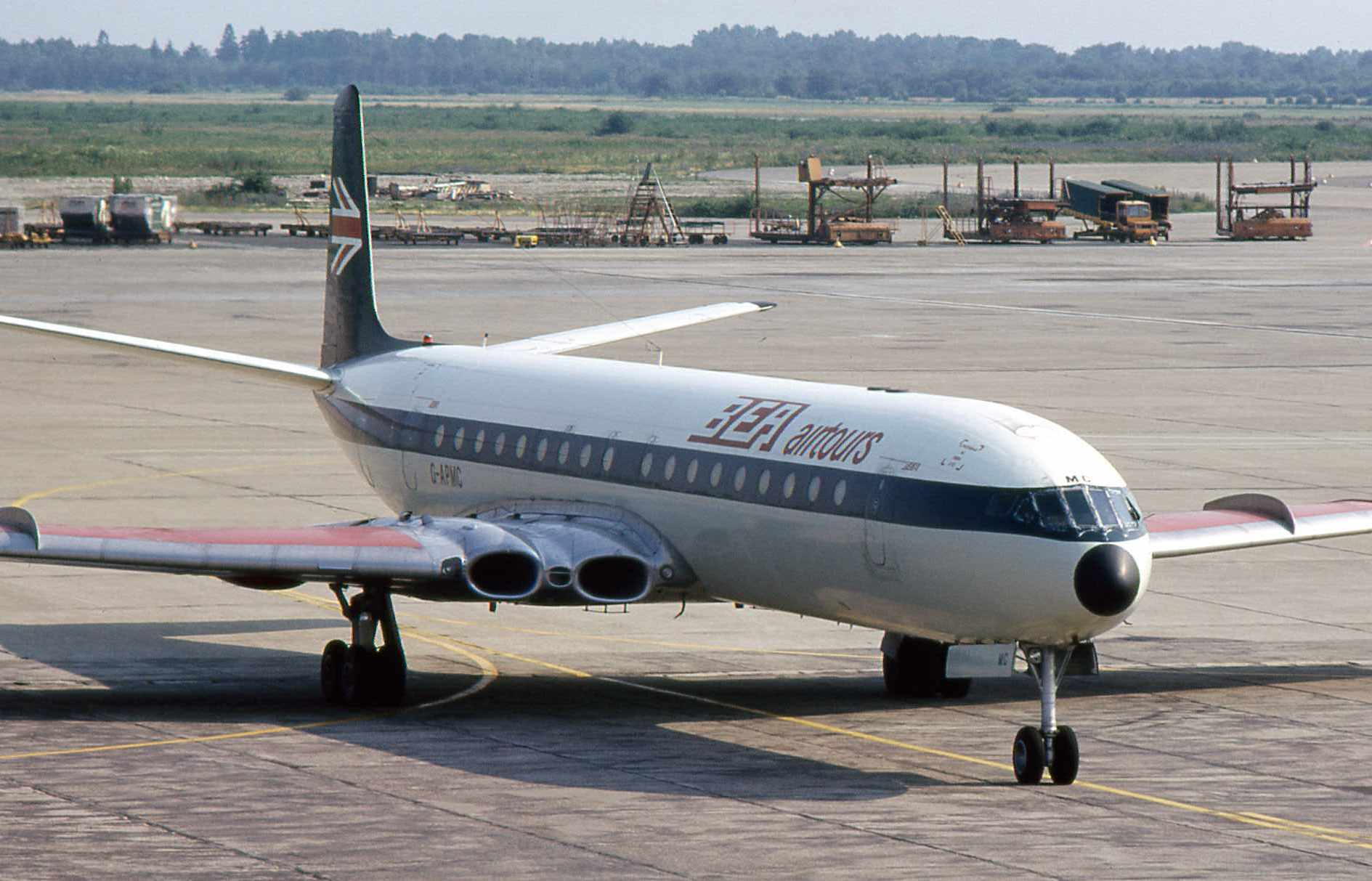
BEA Airtours setzte zunächst neun Maschinen des Typs De Havilland Comet IV ein

Am 24. April 1969 gründete die staatliche Linienfluggesellschaft British European Airways (BEA) das Tochterunternehmen BEA Airtours, um sich größere Anteile im schnell wachsenden Pauschalreiseverkehr zu sichern. Bereits seit den frühen 1950er-Jahren hatte BEA auf einigen Routen einen kombinierten Linien- und Charterflugbetrieb durchgeführt, indem sie Teile ihres Sitzplatzangebots auf diesen Linienflügen über Reiseveranstalter vermarktete. Durch die zunehmende Konkurrenz von Seiten der privaten Charterfluggesellschaften, die keiner IATA-Preisbindung unterlagen und somit preisgünstiger agierten, konnte BEA ihren Marktanteil im Touristikverkehr bis zum Ende der 1960er-Jahre nur geringfügig erhöhen. Infolgedessen ließen sich ihre Linienverbindungen nach Palma de Mallorca und zu anderen touristisch geprägten Zielorten kaum mehr wirtschaftlich betreiben. Die Geschäftsleitung der BEA ging davon aus, dass sich die neue Tochtergesellschaft langfristig einen Marktanteil von 25 Prozent im britischen IT-Charterflugverkehr sichern könnte. Unter Protest der privaten Charterfluggesellschaften erteilte die britische Luftfahrtbehörde Air Transport Licensing Board (ATLB) der BEA Airtours im November 1969 ein Air Operator Certificate.
BEA Airtours nahm ihren Flugbetrieb am 5. März 1970 auf der Route vom Gatwick Airport nach Palma de Mallorca auf. Anfänglich setzte die Gesellschaft neun De Havilland Comet IV ein, die sie von ihrem Mutterunternehmen erhalten hatte. Im ersten Geschäftsjahr wurden 650.000 Passagiere befördert und ein Gewinn in Höhe von rund 138.000 £ erwirtschaftet. Am 30. Dezember 1971 übernahm BEA Airtours ihre erste Boeing 707-400 von BOAC, deren Reichweite die Aufnahme von Langstreckencharter ermöglichte. Parallel dazu beantragte die Gesellschaft im Januar 1972 Streckenrechte nach Ostafrika, Bangkok, Colombo und Fidschi, die sie ab der Wintersaison 1972/73 nutzte. Das Unternehmen stellte bis Sommer 1972 zwei und im Winter 1972/73 vier weitere Boeing 707 in Dienst, um die Comets zu ersetzen. Die letzte Comet wurde am 31. Oktober 1973 ausgemustert.
Im Zuge der Fusion von BEA und BOAC wurde das Unternehmen am 1. November 1973 zu einer Tochtergesellschaft der British Airways und zum Jahresbeginn 1974 in British Airtours umbenannt. Die Flugzeuge erhielten zeitgleich eine Bemalung in Farben der neuen Muttergesellschaft.

### British Airtours

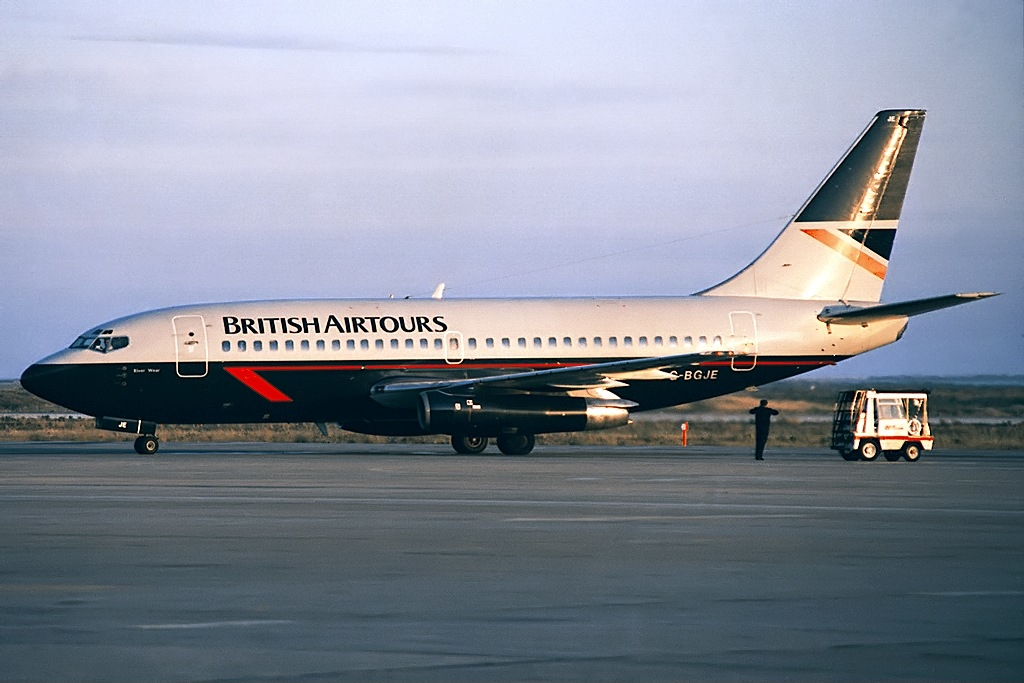
Die Boeing 737-200 mit dem Kennzeichen G-BGJE wurde als erste Maschine dieses Typs am 21. März 1980 an British Airtours ausgeliefert.

Anfang 1975 nahm British Airtours transatlantische Charterflüge über Bangor (Maine) nach Los Angeles und Miami auf. Mitte der 1970er-Jahre setzte die Gesellschaft neun Boeing 707 ein und bot eigene Verbindungen vom Flughafen London-Gatwick zu Zielorten in Europa, Afrika, Asien, Nordamerika, Südamerika und Ozeanien an. Zudem betrieb das Unternehmen eine Boeing 707 im Auftrag von British Airways auf wöchentlichen Linienflügen nach Hongkong und vermietete einzelne Maschinen zeitweise an andere Gesellschaften, unter anderem an Tunis Air.
Durch die Deregulierungen im US-amerikanischen Luftverkehr wurde es British Airtours ab 1978 rechtlich möglich, auch US-amerikanische Urlauber in Gegenrichtung nach London zu befördern (IT-Inbound-Charter). Zudem flog die Gesellschaft zeitgleich Pauschalreisende aus Italien, Schweden und Westdeutschland nach Großbritannien. Im Geschäftsjahr 1978 erwirtschaftete British Airtours einen Gewinn in Höhe von 1,7 Millionen £, ihr bis dahin bestes Betriebsergebnis. Das Unternehmen bestellte Ende 1978 neun Boeing 737-200, die ab dem 21. März 1980 ausgeliefert wurden. Anfang 1981 übernahm British Airtours ihre ersten zwei Großraumflugzeuge des Typs Lockheed L-1011-200 Tristar von British Airways.
British Airtours musterte ihre Boeing 707 in den frühen 1980er-Jahren schrittweise aus und stellte parallel dazu die meisten Fernverbindungen ein. Lediglich die saisonalen von London-Gatwick, Manchester und Prestwick ausgehenden Langstreckenflüge in die USA wurden fortgesetzt. Dort flog die Gesellschaft als weitere Zielorte neben Los Angeles und Miami von Juni 1982 bis Januar 1983 den Flughafen Newark bei New York sowie ab Mitte der 1980er-Jahre Orlando regelmäßig an. Im März 1984 stellte British Airtours eine werksneue Boeing 747-200 auf den transatlantischen Strecken in Dienst, die sie am 31. Oktober 1984 an British Airways abtrat. Ab Mai 1986 kam eine langfristig von SAS Scandinavian Airlines geleaste Boeing 747-200 auf diesen Routen zum Einsatz. Zeitgleich betrieb British Airtours zehn Boeing 737-200 und acht Lockheed L-1011 auf ihrem europäischen Streckennetz. Bei Bedarf und während der Hauptreisezeiten wurden kurzzeitig zusätzliche Flugzeuge von British Airways gemietet.

### Caledonian Airways

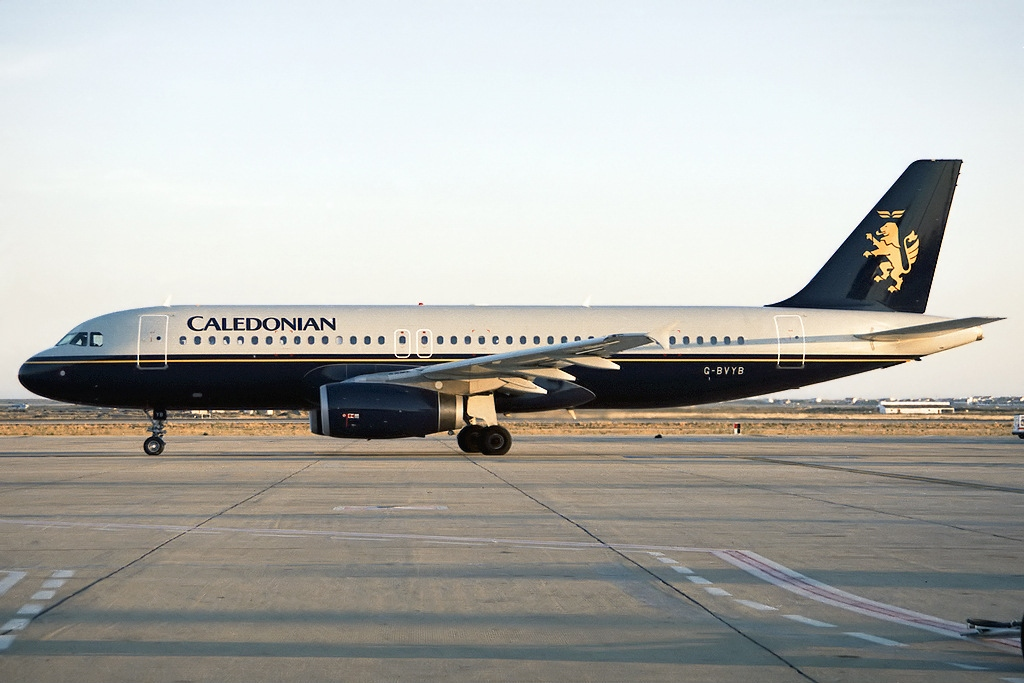
Nach der Übernahme durch Inspirations Holidays setzte Caledonian Airways ab April 1995 auch Maschinen des Typs Airbus A320 ein.

Am 16. Juli 1987 kaufte British Airways die in London-Gatwick ansässige private Fluglinie British Caledonian Airways (BCal) auf, deren Ursprünge in der 1961 gegründeten Caledonian Airways lagen. Durch die Übernahme der BCal gelangte British Airways an das Nutzungsrecht dieses Markennamens und firmierte ihr Tochterunternehmen British Airtours am 1. April 1988 zur Caledonian Airways um, welche zu diesem Zeitpunkt fünf Boeing 737-200 und vier Lockheed L-1011 betrieb.
Die Gesellschaft bestellte Anfang März 1988 zwei Boeing 757 und zeichnete sechs weitere Kaufoptionen für diesen Typ. Die ersten Maschinen wurden ab Frühjahr 1989 ausgeliefert und lösten im Verlauf des Jahres die Boeing 737 ab. Anfang 1990 bestand die Flotte der Caledonian Airways aus vier Boeing 757 und fünf Lockheed L-1011. Das Unternehmen verleaste üblicherweise einige seiner Flugzeuge in den nachfrageschwachen Wintermonaten an andere Gesellschaften, unter anderem an Worldways Canada, und mietete während der Sommersaison zusätzliche Maschinen von British Airways an. Im Mai 1993 übernahm Caledonian Airways die erste McDonnell Douglas DC-10 von ihrer Muttergesellschaft, die auf den Langstrecken in die USA sowie auf neuen Routen in die Karibik zum Einsatz kam.
British Airways veräußerte ihre Tochtergesellschaft Caledonian Airways im Dezember 1994 an Inspirations Holidays, dem damals viertgrößten britischen Reiseveranstalter. Beiden Unternehmen arbeiteten im Anschluss weiterhin zusammen, indem British Airways während der Hauptsaison zusätzliche Maschinen an die Gesellschaft vermietete und ihre Linienflüge nach Tampa sowie zu einigen karibischen Zielen von Caledonian Airways ausführen ließ. Als weitere Fernziele wurden in den späten 1990er-Jahren auch Malé, Colombo und Goa angeflogen. Die ersten geleasten Airbus A320 ergänzten im April 1995 die Flotte und ersetzten schrittweise die Boeing 757. Im Jahr 1996 gründete Caledonian Airways gemeinsam mit dem britischen Unternehmen Goldcrest Aviation die Tochtergesellschaft Peach Air, welche ihren Flugbetrieb am 1. Mai 1997 mit geleasten Maschinen der Sabre Airways und Air Atlanta Icelandic aufnahm.
Die Inspirations Group wurde im Jahr 1997 mitsamt der Caledonian Airways vom Reiseanbieter Carlson Leisure Group aufgekauft, einem britischen Tochterunternehmen der US-amerikanischen Carlson Group. Am 5. Februar 1999 fusionierten die Carlson Leisure Group und die Thomas Cook Group zum neuen Reisekonzern Thomas Cook Holdings. Die von den beiden Unternehmensgruppen in die Thomas Cook Holdings eingebrachten Fluggesellschaften Caledonian Airways und Flying Colours Airlines wurden am 1. September 1999 zur JMC Airlines zusammengeschlossen, die den Betrieb unter diesem Namen aber erst am 27. März 2000 aufnahm. Flying Colours Airlines und Caledonian Airways führten daher noch bis März 2000 weiterhin Flüge unter ihren alten Markenauftritten durch.

## Flotte

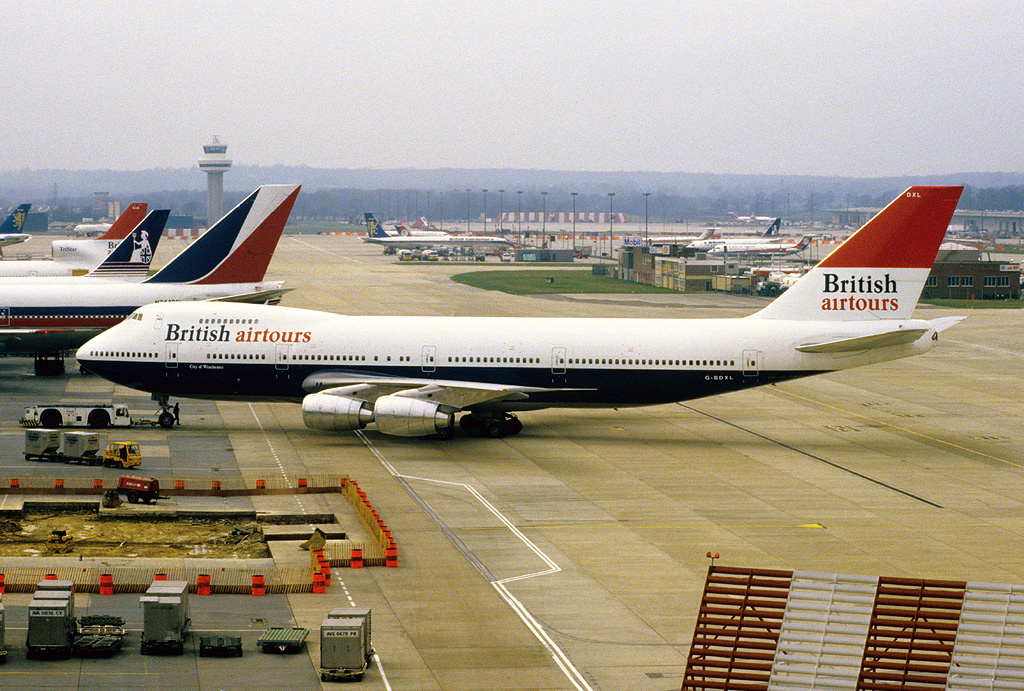
Die erste Boeing 747-200 der British Airtours, in der bis 1985 verwendeten Farbgebung.

### Flotte bei Betriebseinstellung
Im März 2000 wurden noch sechs Airbus A320 und zwei McDonnell Douglas DC-10-30 unter dem Markenauftritt Caledonian Airways betrieben. Alle Lockheed L-1011 des Unternehmens wurden bereits im November 1999 ausgemustert.

### Zuvor eingesetzte Flugzeuge
- Airbus A300B4-203 (Caledonian Airways, geleast im Sommer 1998 und 1999 von Air Scandic)
- Boeing 707-300 und 707-400 (707-400 bei BEA Airtours sowie 707-300 und -400 bei British Airtours)
- Boeing 737-200 (BEA Airtours und Caledonian Airways)
- Boeing 747-200B (BEA Airtours und Caledonian Airways)
- Boeing 757-200 (Caledonian Airways)
- De Havilland Comet IV (BEA Airtours)
- Lockheed L-1011 Tristar (L-1011-1, -50, -100, -200 und -500 bei British Airtours sowie L-1011-1, -50 und -100 bei Caledonian Airways)
- McDonnell Douglas MD-87 (Caledonian Airways, geleast im Sommer 1996 von Spanair)

## Zwischenfälle

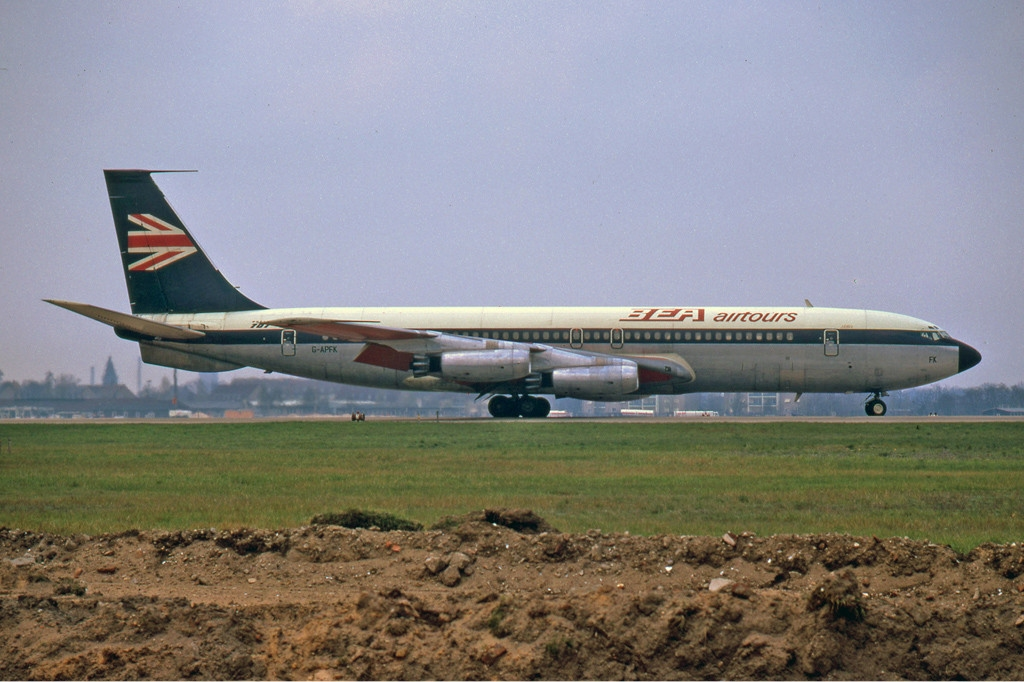
Diese Boeing 707-400 (G-APFK) verunglückte 1977 in Prestwick. Hier noch in Farben der BEA Airtours.

- Am 17. März 1977 verunglückte eine Boeing 707-436 der British Airtours auf dem Flughafen Glasgow-Prestwick. Die Besatzung, die einen Trainingsflug durchführte, hatte einen Triebwerksausfall beim Start simuliert. Die Maschine wurde als Totalverlust abgeschrieben.[30]
- Am 22. August 1985 brannte eine Boeing 737-236 der British Airtours auf dem Flughafen Manchester aus. Die Piloten hatten den Start infolge eines Feuers im linken Triebwerk abgebrochen. Während der Evakuierung breitete sich der Brand schnell aus, wodurch 55 der 137 Insassen ums Leben kamen; weitere 15 wurden schwer verletzt (siehe Artikel British-Airtours-Flug 28M).[31]

## IATA- und ICAO-Codes
Eine Übersicht über die verwendeten IATA- und ICAO-Codes sowie Rufzeichen der verschiedenen Unternehmen:
| Zeitraum      | Unternehmen        | IATA-Code | ICAO-Code | Rufzeichen |
| ------------- | ------------------ | --------- | --------- | ---------- |
| 1970 bis 1973 | BEA Airtours       | (ohne)    | KT        | BEATOURS   |
| 1974 bis 1987 | British Airtours   | (ohne)    | KT        | BEATOURS   |
| 1987 bis 1988 | British Airtours   | (ohne)    | BKT       | BEATOURS   |
| 1988 bis 1992 | Caledonian Airways | (ohne)    | CKT       | CALEDONIAN |
| 1993 bis 2000 | Caledonian Airways | KG        | CKT       | CALEDONIAN |